# Druzcov
Druzcov (německy Drausendorf) je vesnice, část města Osečná v okrese Liberec. Nachází se tři kilometry severně od Osečné. Západní částí vesnice prochází silnice II/592. Druzcov je také název katastrálního území o rozloze 6,22 km².

## Historie
První písemná zmínka o vesnici pochází z roku 1544.

## Pamětihodnosti
- Kaple svatého Josefa
- Památník první světové války

## Další fotografie

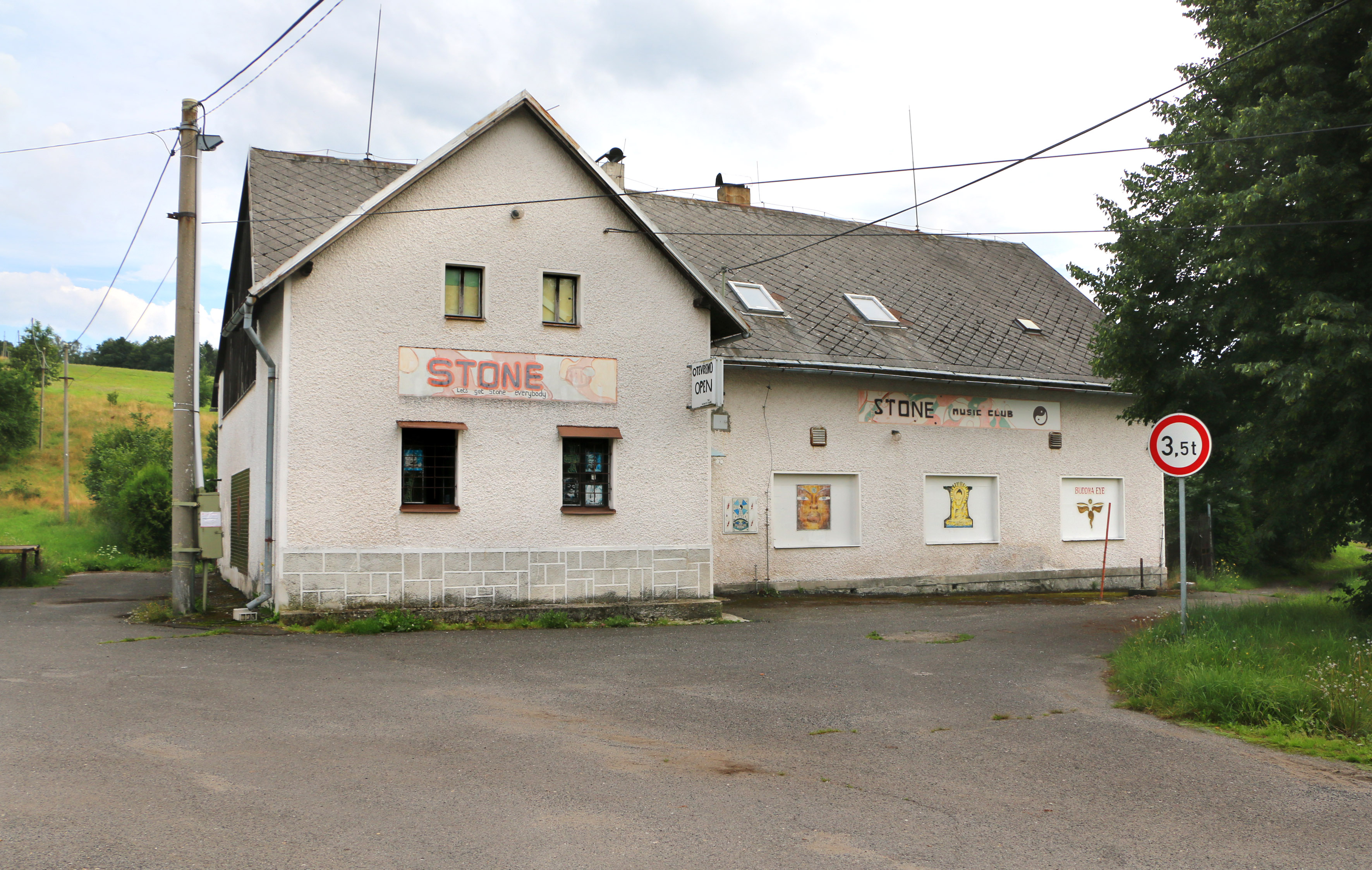
Bývalý klub
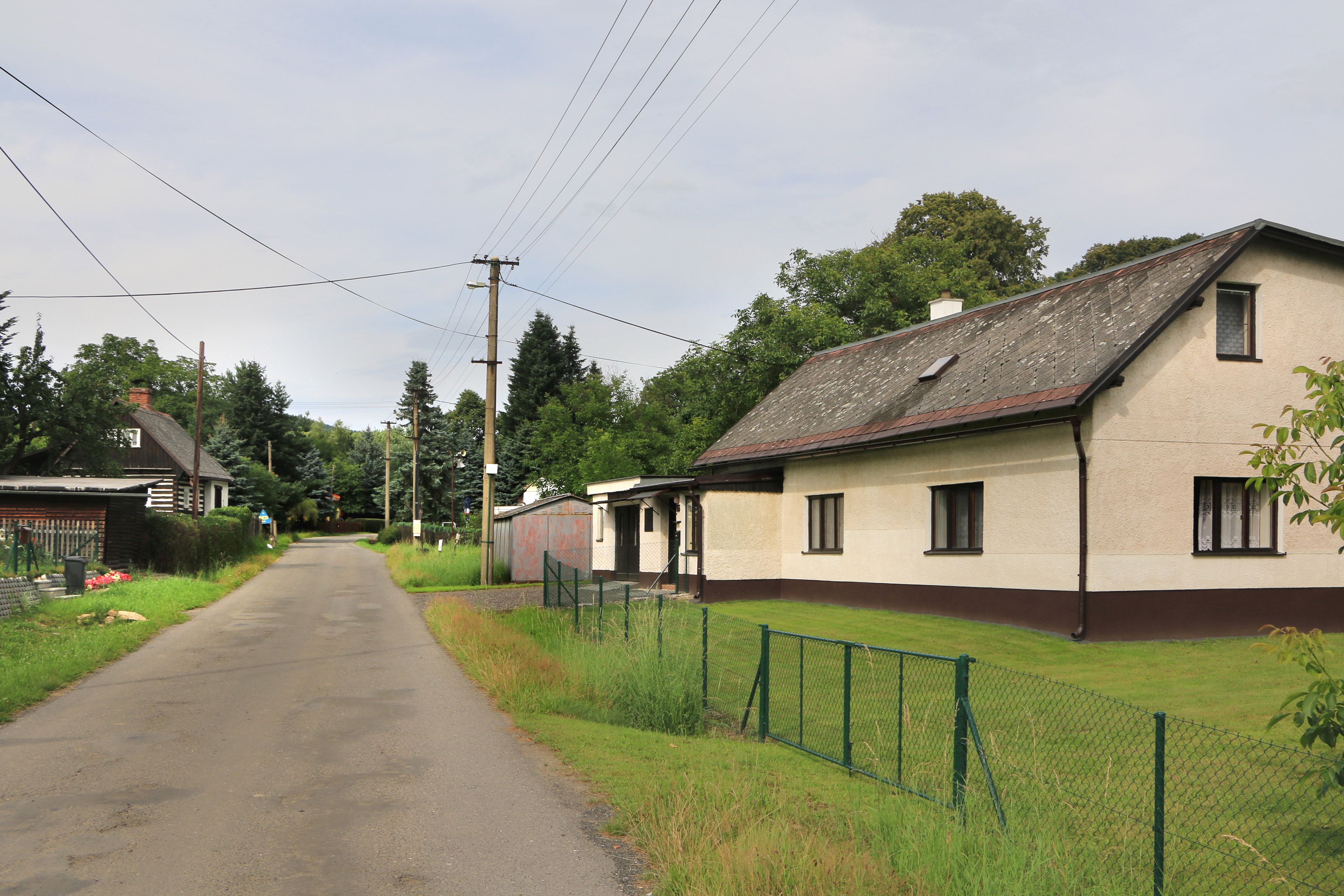
Vedlejší ulice
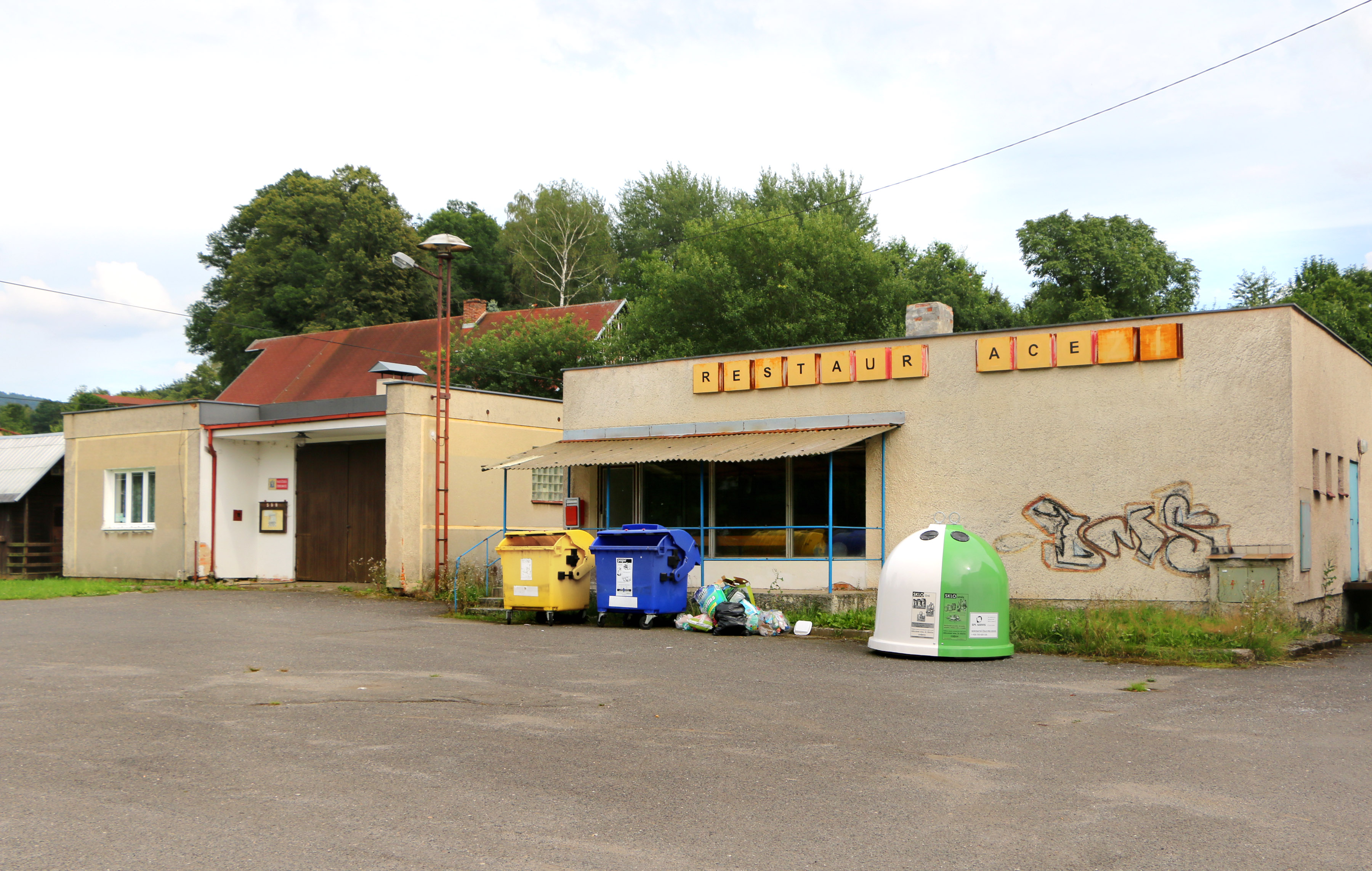
Hasičská zbrojnice a bývalá restaurace